# Křižíkova vodní elektrárna (Pardubice)
Křižíkova vodní elektrárna v Pardubicích byla postavena Františkem Křižíkem roku 1911. Šlo o vodní elektrárnu u nového jezu s mostem přes Chrudimku před Winternitzovymi mlýny. Koryto řeky bylo výrazně sníženo a vystavěny kamenem obložené zdi z nedaleké Kunětické hory.